# Slobodna Dalmacija
Slobodna Dalmacija je hrvatski dnevnik i najtiražnije novine u Dalmaciji.

## Mjesto izlaženja
Prvi broj tiskan je 17. lipnja 1943. godine u pojati na Mosoru. Nakon toga tiskala se u Brštanovu, Splitu, Ogorju, Livnu, Hvaru i Visu, a od 26. listopada 1944. stalno u Splitu.

## Povijest

### Osnutak u ratno doba
Za vrijeme Drugog svjetskog rata preokret u sukobu nastaje krajem 1942. godine kada su Nijemci poraženi kod Staljingrada, njihove snage slomljene kod El Alameina, a Amerikanci pokrenuli ofenzivu na pacifičke otoke pod kontrolom japanske vojske. U svibnju 1943. Nijemci i Italija povukli su se iz Afrike, a Saveznici su izvršili ofenzivu na Siciliju i talijansko kopno.
U takvom trenutku vođe dalmatinskih partizana odlučile su početkom lipnja 1943. godine osnovati jedan središnji list za čitavu pokrajinu preko čijih će se "stranica upravljati nabujalim narodnim pokretom". Time je bila začeta ideja današnje Slobodne Dalmacije.
Prvi broj lista tiskan je u napuštenoj pastirskoj pojati na Mosoru 17. lipnja 1943. godine s podnaslovom "Dnevnik Jedinstvenog narodnooslobodilačkog fronta Dalmacije". Novine su se tiskale u otežanim uvjetima s primitivnim sredstvima. Papir za tiskanje dopremao se potajice iz Splita. Među prvim novinarima Slobodne Dalmacije isticali su se Šerif Šehović, prvi glavni urednik lista, Leon Geršković i Živko Gattin, a listu su pridonijeli i ilustratori Cvijeta Job i Joko Knežević. Za list je pisao i književnik Jure Kaštelan.
Nakon što su Talijani minobacačima stali gađati Mosor, uredništvo se premjestilo u Brštanovo pod Mosećem. U rujnu 1943. godine, poslije kapitulacije Italije, list se nakratko tiskao u Splitu, a potom se list selio od Ogorja do Livna da bi se zatim uredništvo i sva oprema prebacila prosinca 1943. na Hvar.
S Hvara, kojeg su već u siječnju 1944. godine okupirali nacisti, uredništvo je prebjeglo na slobodni otok Vis gdje su novine jedno vrijeme tiskane i u obiteljskoj kući književnika Ranka Marinkovića.
U to vrijeme Slobodna već sadrži vijesti o kulturi i športu. Piše se o kazalištu i o Hajduku, obnovljenom na Visu na dan sv. Dujma, 7. svibnja 1944. godine.
Partizanske postrojbe su u jesen 1944. godine krenule u oslobođenje Dalmacije, pa 72. broj lista od 26. listopada donosi naslov preko čitave prve stranice: "Oslobođen je Split, ponos hrvatske Dalmacije".
Uredništvo Slobodne Dalmacije tada je konačno preseljeno u oslobođeni Split, a prostorije je pronašla u kući Ivanišević kod Pazara (splitska tržnica).

### Slobodna Dalmacija za vrijeme Jugoslavije
U vrijeme komunističke vladavine partijski kadrovi imali su znatnog upliva na uređivačku politiku svih novina u Jugoslaviji pa time i u Slobodnoj Dalmaciji u kojoj su morali izlaziti propagandni članci koji su veličali ideološko jednoumlje novoga režima. Ipak, novina je dala i niz značajnih članaka koji dokumentiraju povijest poput članka od 15. travnja 1945. godine o izvanrednom zasjedanju ZAVNOH-a (kasnijeg hrvatskog Sabora) u Splitu na kojem je osnovana prva narodna vlada Hrvatske na čelu s Vladimirom Bakarićem ili članak od 8. svibnja 1945. godine koji je popratio slom Hitlerove Njemačke naslovom "Dan pobjede - najveći događaj u historiji čovječanstva".
Tijekom 1950-ih godina dvije su teme prednjačile na stranicama Slobodne Dalmacije - radničko samoupravljanje i pokret nesvrstanih.
Godine 1950. provedena je policijska istraga u Slobodnoj radi navodne skupine informbirovaca u redakciji kojoj je bio cilj čišćenje režimu nepoćudnog kadra.
Slobodna je opširno popratila Titov dolazak u Dalmaciju 6. svibnja 1962. godine, gdje se Tito u govorima kritički obrušio na svoje suradnike u vlasti. Naime, taj posjet dalmaciji uslijedio je nakon zataškanog raskola među republikama na zasjedanju partijskog vrha u Beogradu. Bio je to početak kasnijih nesporazuma koji će naposljetku dovesti do raspada Jugoslavije.
U doba hrvatskog proljeća vodstvo lista se uglavnom priklonilo partijskim reformistima zbog čega je nakon zasjedanja u Karađorđevu 1971. godine gdje se Tito obračunao s reformističkom strujom, provedena sveopća čistka u Hrvatskoj prilikom čega je 1973. godine smijenjeno i vodstvo Slobodne Dalmacije, a iz Zagreba su dovedeni novi čelnici lista.
Slobodna Dalmacija je na svojim stranicama 4. svibnja 1980. popratila vijest o Titovoj smrti koja je navijestila nastanak unutardržavne krize i zaoštravanje odnosa među pojedinim republikama u čemu je prednjačila Srbija u kojoj je do kraja 1980-ih nastao val nacionalizma koji je drugim narodima u federaciji učinio nemogućim suživot sa Srbima.

### Demokratizacija, neovisnost Hrvatske i rat
Krajem 80-ih došlo je do vala demokratizacije u komunističkim zemljama na istoku Europe. U to vrijeme glavni urednik lista bio je Joško Kulušić koji je u doba preobrazbe hrvatskog društva iz represivnog komunizma u liberalnu parlamentarnu demokraciju, otvorio stranice lista mnogim slobodoumnim ljudima pridonoseći razvoju novog hrvatskog društva. U tim danima list je bilježio prodaju i do 150.000 primjeraka što je ostao nenadmašeni rekord u dalmatinskom novinstvu.
Kada su hrvatski komunisti krajem 1989. godine odlučili provesti slobodne višestranačke izbore i kada je na njima pobijedio HDZ na čelu s Franjom Tuđmanom, Slobodna Dalmacija je pozdravila demokratizaciju zemlje.
U vrijeme pred rat kada su nova hrvatska i slovenska vodstva odlučila izaći iz federacije, Slobodna 26. lipnja 1990. donosi na više stranica izvještaje sa saborskih zasjedanja pod naslovom: "Povijesna odluka Hrvatskog sabora - Republika Hrvatska proglašena suverenom i samostalnom državom".
Od jeseni 1991. godine novinari Slobodne Dalmacije stalno prate ratna događanja i izvješćuju o stanju na bojištima. Pišu o napadu na Dubrovnik, o stradanjima naroda na području cijele Dalmacije kao i o hrabrom hrvatskom otporu. Na stranicama se prate i vijesti o bombardiranju Splita, povlačenju JNA s Visa, obrani Zadra i rušenju Masleničkog mosta.
U broju od 5. kolovoza 1995. godine na prvoj stranici objavljen je naslov: "Hrvatski udar iz trideset pravaca". Na tri se stranice opisuju početne akcije oslobađanja dijelova zemlje koje su držali pobunjeni Srbi. Već idućeg dana list donosi na prvoj stranici najkrupnijim slovima udarnu vijest: "Knin je slobodan!"
Broj lista od 27. kolovoza 1995. izvještava kako je završeno prvo putovanje vlakom iz Zagreba preko Knina do Splita tzv. Vlakom slobode. Jedan od naslova s prve stranice glasi: "Dr. Tuđman: Ovo je dokaz konačne slobode".

### Sporovi oko vlasništva
Dana 13. svibnja 1993. godine zaključen je ugovor o prodaji "Slobodne Dalmacije" Miroslavu Kutli za čijeg je mandata opljačkana za 130 milijuna njemačkih maraka. Prije toga došlo je do štrajka (8. do 13. ožujka 1993.) koji je podržalo stotinu zaposlenika redakcije lista. Bio je to posljednji i neuspješni pokušaj da se zaustave nezakonite radnje. List je pretrpio teške gubitke što je dovelo do stagnacije u razvojnim strategijama i tehnološkom razvoju lista.
U svibnju 2005. godine Slobodna Dalmacija prodana je Europapress Holdingu, koja se od 2016. godine zove Hanza Media. Od 2008. uprava, novinari i tiskara preseljeni su u poduzetničku zonu u Dugopolje, što je izazvalo nezadovoljstvo većeg dijela splitske javnosti i građana. Ipak, 2016. uredništvo je vraćeno u Split, ali je u međuvremenu "Slobodna Dalmacija" postala dio EPH u organizacijskom i pravnom smislu te više ne čini dioničko društvo.

## Ostala izdanja

### Pomet
Pomet je humoristično-satirički prilog koji je izlazio kao tjedni podlistak u Slobodni Dalmaciji. Nekad je izlazio kao samostalni humoristični list. Pokrenuo ga je novinar Miljenko Smoje. Za Pomet su pisali i crtali poznati hrvatski humoristi, satiričari i karikaturisti: Tonči Kerum, Robert Marić, Ćićo Senjanović, Luetić, Mihatov i dr.

### Nedjeljna Dalmacija
Nedjeljna Dalmacija je hrvatski tjednik koji je bio tiskan u razdoblju 1971. – 2002. kao nedjeljno izdanje Slobodne Dalmacije. U početku je bila kao "štivo za vikend", jer nedjeljom novine nisu izlazile. Poslije je Slobodna Dalmacija izlazila i nedjeljom, ali se Nedjeljna Dalmacija već bila uspostavila na tržištu među čitateljstvom kao ugledni tjedni list. U okviru tog tjednika ponikao je i kasniji Feral Tribune kao humoristično-satirični prilog.

### Feral Tribune
Feral Tribune je bio hrvatski satirički tjednik koji je izlazio kao podlistak nedjeljnog izdanja Slobodne Dalmacije, a kasnije kao samostalan tjednik do prestanka tiskanja 2008. godine.
Isticao se provokativnim naslovnicama i izrazito kritičnim pristupom. Parafraziranje i fotomontaže prepoznatljive su osobine ovog tjednika.

### Mali Oglasnik SD
Mali Oglasnik je tjedni oglasnik u izdanju Slobodne Dalmacije.

### Slobodna BiH
Slobodna BiH je bio hrvatski dnevni list iz BiH, koji je izdavala novinska kuća Slobodna Dalmacija.

### Internetsko izdanje
Internetsko izdanje objavljeno je prvi put 3. lipnja 1999. godine.

## Glavni urednici
- Šerif Šehović (1943. – 1944.)
- Neven Šegvić (1944. – 1945.)
- Petar Šegvić (1945. – 1946.)
- Antun Maštrović (1946. – 1947.)
- Božidar Novak (1947. – 1949.)
- Branko Karadžole (1949.)
- Vladimir Pilepić (1949. – 1951.)
- Igor Radinović (1951.)
- Mirko Peršen (1951. – 1953.)
- Nikola Disopra (1955. – 1957.)
- Sibe Kvesić (1957. – 1965.)
- Hrvoje Baričić (1965. – 1973.)
- Marin Kuzmić (1973. – 1978.)
- Miro Jajčanin
- Mirko Prelas
- Joško Franceschi (1982. – 1983.)
- Joško Kulušić (1983. – 1993.)
- Dino Mikulandra (1993. – 1994.)
- Josip Jović (1994. – 1996.)
- Krunoslav Kljaković (1996. – 1997.)
- Miroslav Ivić (1997. – 1998.)
- Olga Ramljak (1998. – 2000.)
- Josip Jović (2000. – 2001.)
- Dražen Gudić (2001. – 2005.)
- Mladen Pleše (2005. – 2008.)
- Zoran Krželj (2008. – 2010.)
- Krunoslav Kljaković (2010. – 2014.)
- Ivo Bonković (2014. – 2017.)
- Jadran Kapor (2017. – )

## Istaknuti novinari
U Slobodnoj Dalmaciji radili su odnosno surađivali mnogi vrsni novinari, kritičari, fotoreporteri i ini. Evo nekih (uz glavne urednike):
Ivo Baljkas, Frano Baras, Renato Baretić, Inoslav Bešker, Ante Bezić, Milorad Bibić, Tonči Bonači, Ćiro Čičin Šain, Joško Čelan,  Jerolim Čogelja, Marija Čudina, Andro Damjanić, Boris Dežulović, Zoran Erceg, Jakša Fiamengo, Ivica Flesch, Zlatko Gall, Živko Gattin, Zdravko Gracin, Dražen Gudić, Viktor Ivančić,  Ivica Ivanišević, Ante Jelaska, Joško Jelić, Mato Jerinić, Josip Jakovljević, Ivo Jurišić, Fjodor Klarić, Josip Kortšek, Mladen Krnić, Anatolij Kudrjavcev, Srećko Lorger, Predrag Lucić, Nikica Marinković, Darko Markušić, Ilija Maršić, Joško Marušić, Vojko Mirković, Ivica Mlivončić, Milan Mudronja, Jurica Pavičić, Sandro Pogutz, Petar Požar, Mario Profaca, Stjepan Pulišelić, Zvonko Pupačić, Željko Rapanić, Zdravko Reić, Davorin Rudolf, Abdulah Seferović, Đermano Ćićo Senjanović, Mirko Slade Šilović, Miljenko Smoje, Jadranka Sviličić, Damir Šarac, Divna Šerić, Jandre Širinić, Josip Šmit, Davor Štambuk, Silvije Tomašević, Ante Tomić, Ranko Vilić, Eda Vujević, Pero Zlatar, Bože V. Žigo, Marijan Žuvić, Petar Jović, Danilo Kabić, Stanko Karaman, Josip Šparac, Ranko Vilić, Toma Bebić, Toni Amidžić, Zvonko Pupačić, Sergije Šelamov, Mladen Mateljan, Meri Šilović,  Stipe Franičević, Saša Ljubičić, Ljubica Kovačević, Branka Oreb, Borka Grgurević, Petar Samardžija, Dražen Duilo, Zvonko Šipić, Toni Paštar, Đani Goll, Zoran Marić, Damira Skansi, Slobodan Paparella, Maja Stanišljević, Nikša Antonini,

## Vanjske poveznice
- Službene stranice (hrv.)
- Arhiv Slobodne Dalmacije (hrv.)